# Associació Iraquiana de Futbol
L'Associació Iraquiana de Futbol, també coneguda per les sigles IFA (en anglès: Iraq Football Association, en àrab: الاتحاد العراقي لكرة القدم) és l'òrgan de govern del futbol a l'Iraq. Va ser fundada l'any 1948 i està afiliada a la Federació Internacional de Futbol Associació (FIFA) i a la Confederació Asiàtica de Futbol (AFC) des de 1950 i 1970 respectivament.
El 1974, l'IFA va ser una de les associacions fundadores de la Unió d'Associacions de Futbol Àrabs, l'òrgan de govern del futbol dels països que formen part de la Lliga Àrab.
El 2001, l'IFA va ser una de les sis federacions fundadores de l'Associació de Futbol de l'Àsia Occidental (WAFF), una de les cinc zones geogràfiques en les quals està dividida l'AFC.
Des de 2016, l'IFA és una de les vuit associacions que integren la Federació de Futbol de la Copa del Golf Aràbic (AGCFF).
L'IFA és la responsable d'organitzar el futbol de totes les categories i les respectives seleccions nacionals, incloses les de futbol femení, futbol sala i la Selecció de futbol de l'Iraq, també coneguda amb el sobrenom d'Usood Al-Rafidain (en àrab: أسود الرافدين), que significa literalment lleons de la Mesopotàmia (en anglès: The Lions of Mesopotamia).
El 1974, l'IFA va fundar la Lliga iraquiana de futbol (en anglès: Iraqi Premier League), que és la principal lliga del país i la disputen vint equips. El mateix any també es va crear la Iraq Division One, que és la segona competició de lliga de l'Iraq.
La principal competició per eliminatòries és la Copa iraquiana de futbol (en anglès: Iraq FA Cup), que va ser creada el 1975.
El 1986, l'IFA va crear la Supercopa iraquiana de futbol (en anglès: Iraqi Super Cup), una competició a partit únic que enfronta els campions de lliga i copa.